# Рускон-Мордовия
«Рускон-Мордовия» — российский баскетбольный клуб из Саранска, под руководством играющего тренера Чеснокова Дмитрия Сергеевича.

## История
Баскетбольный клуб «Рускон-Мордовия» создан в 2005 года в форме некоммерческого партнерства Открытым Акционерным Обществом «Ламзурь» и Правительством Республики Мордовия.
Решение об открытии клуба принято в результате успешных выступлений студенческой сборной МГУ им. Н. П. Огарева в республиканском чемпионате по баскетболу. У истоков создания стояли Алексей Меркушкин, Алексей Гришин, Александр, Дмитрий и Елена Лабутины. Идею создания баскетбольной команды поддержало Правительство Республики Мордовия.
Первым тренером команды стал Александр Селяев, который предыдущий сезон руководил БК «Тольятти». Помимо прежних игроков студенческой команды, под флаг «Рускона» были призваны баскетболисты, уже имевшие опыт выступления в профессиональном спорте: Константин Селяев, Эдгар Мовсесян, Сергей Олейников, Андрей Муравьев, Алексей Миронов, Ярослав Гребельный и Дмитрий Кононов.
Сезон 2005/2006 саранская команда начала долго «запрягая». Но уже вскоре последовала длительная серия беспроигрышных игр, давшая уверенность игрокам в своих силах и способствовавшая тому, что команда набирали обороты с каждым туром. В результате «Рускон» вышел в финал Высшей Лиги «Б» со второго места зоны «Центр», уступив первое — лишь баскетболистам из Кирова. Финалу предшествовали подготовительные сборы в Кисловодске. Как итог — безоговорочные победы в матчах финального розыгрыша, где были повержены команды Иркутска, Благовещенска, Тобольска и Кирова, что позволило «Рускону» «подняться» в Высшую Лигу «А».
В сезоне 2006/2007 произошли изменения на тренерском мостике мордовской команды: вместо Александра Селяева руководить командой был приглашен тренер Павел Брыкалов, который в сезоне 2005/2006 возглавлял Новокуйбышевский «Олимп». Также состав пополнился опытным атакующим защитником Дмитрием Рожковским (который перешел из «Дизелиста» г. Маркс), Валерием Вертинским (капитаном «Олимпа» г. Новокуйбышевск), игроками «Олимпа» — Андреем Абрамушкиным и Антоном Гулиным.
Большую часть дистанции «Рускон» прошел на 2 месте, преследуя «ЦСКА-Тринта», но в конце турнира несколько игр, в которых игрокам мордовской команде не удалось одержать победы, предрешили итоговую расстановку сил в турнирной таблице и в корне поменяли расклад. В сложной и драматической концовке саранские баскетболисты заняли лишь четвёртое место. Всего одной победы не хватило до заветной «бронзы». Первыми стали баскетболисты «ЦСКА-Тринта», вторыми — Рязани, третьими — «Волжанина-ГЭС» из Волжского.
В преддверии сезона 2007/2008 тренерский штаб «Рускона» вновь претерпел изменения. В новой роли для себя, в должности главного тренера, начал сезон Сергей Олейников, который ещё в прошлом году был игроком команды и помощником Павла Брыкалова. Также произошла небольшая смена состава: не были продлены контракты с Антоном Гулином и Андреем Абрамушкиным, которые перешли в БК «Липецк», клуб расстался и с центровыми Андреем Муравьевым и Владом Онищенко. На смену им пришли Андрей Приходько и Дмитрий Пересыпкин, а также Станислав Колесников, значительно усилившие игру под кольцом. Также новым приобретением команды стал атакующий защитник Сергей Захаров, который прошлый игровой год провел в третьем составе «Химок». Задача на сезон была максимальная — 1е место в Высшей Лиге «А».